# The Elder Scrolls IV: Oblivion Remastered
The Elder Scrolls IV: Oblivion Remastered es un videojuego perteneciente al género de rol de acción, codesarrollado por Virtuos y Bethesda Game Studios, y publicado por Bethesda Softworks. Es una remasterización de The Elder Scrolls IV: Oblivion (2006). Se anunció y lanzó simultáneamente para Windows, PlayStation 5 y Xbox Series X/S el 22 de abril de 2025.

## Jugabilidad
El juego conserva la estructura de mundo abierto y las mecánicas básicas del original, incluyendo combate en tiempo real, subida de nivel de personajes, progresión basada en habilidades y misiones vinculadas a múltiples facciones. La remasterización incluye una revisión gráfica completa con técnicas de renderizado modernas, trazado de rayos y texturas y modelos actualizados. El comportamiento de los personajes no jugables se ha revisado utilizando una IA mejorada y se han actualizado todas las animaciones. La interfaz de usuario y los esquemas de control también se han rediseñado para que sean compatibles con el hardware de la generación actual. Las mejoras de audio incluyen sonidos ambientales regrabados, efectos ambientales y voces rehechas de forma limitada.
Knights of the Nine y Shivering Isles, que son paquetes de expansión de pago del juego original, también están incluidos en la edición remasterizada.

## Argumento
El juego se desarrolla en la provincia de Cyrodiil, y el jugador asume el papel del héroe de Kvatch, quien se ve envuelto en un conflicto que involucra al reino daédrico de Oblivion después del asesinato del emperador Uriel Septim VII.

## Desarrollo
El juego fue codesarrollado por el estudio Virtuos de París y Bethesda Game Studios. Ambos estudios comenzaron el desarrollo de la remasterización en el año 2021. Los desarrolladores utilizaron Unreal Engine 5 para mejorar el aspecto visual, mientras que se basaron en Creation Engine para elementos clave como la física y el combate.
Los primeros indicios de la remasterización surgieron en septiembre de 2023, cuando documentos internos de Microsoft, revelados durante el caso de la Comisión Federal de Comercio contra Microsoft, hacían referencia a una "remasterización de Oblivion " programada para su lanzamiento en el año fiscal 2022. En abril de 2025, surgieron nuevas especulaciones tras el descubrimiento de imágenes del juego y materiales promocionales en el sitio web de Virtuos, que posteriormente se compartieron en línea. El 21 de abril de 2025, Bethesda confirmó la existencia de la remasterización anunciando una transmisión en vivo programada para el día siguiente.